# Eaton Truck Components
Eaton Truck Components Sp. z o.o. – polski oddział amerykańskiego przedsiębiorstwa Eaton Corporation z siedzibą w Tczewie. 
W 1997 Eaton przejął produkcję zaworów silnikowych od Fiat Auto Poland w Bielsku-Białej. Po okresie prac inwestycyjnych uruchomiona została produkcja zaworów silnikowych dla producentów aut osobowych.
W 1998 roku firma przejęła mieszczące się w Tczewie przedsiębiorstwo produkujące skrzynie biegów FPS S.A. od Grupy Zasada.
W 2006 roku otwarty został nowy zakład Eaton Automotive Components Sp. z o.o. w Tczewie produkujący kompresory i mechanizmy różnicowe.